# Helldalsmo Station
Helldalsmo Station (Helldalsmo stasjon) er en tidligere jernbanestation på Sørlandsbanen, der ligger i Froland kommune i Norge. Den ligger ved en mindre bebyggelse i et område, der ellers mest er præget af skove og nogle søer som den nærliggende Heldalsvatn.
Stationen åbnede 22. juni 1938 som en del af banen mellem Nelaug og Grovane. Den var bemandet indtil 1960, og 15. december 1970 blev den fjernstyret. 28. maj 1989 fik den status som fjernstyret krydsningsspor.
Stationsbygningen blev tegnet af Gudmund Hoel og Bjarne Friis Baastad. Den var af samme type som ved Vatnestrøm og Selåsvatn. Bygningen blev revet ned omkring 1986.